# Cosmosoma varica
Cosmosoma varica är en fjärilsart som beskrevs av William Schaus 1920. Cosmosoma varica ingår i släktet Cosmosoma och familjen björnspinnare. Inga underarter finns listade i Catalogue of Life.